# Creu de terme de Hío
La creu de terme de Hío (en gallec: cruceiro do Hío) és un monument escultòric, considerat la millor creu de terme de Galícia. Està situat a la plaça de l'Església de Santo André, a Hío, municipi de Cangas de Morrazo. Tallat al 1872, se'n discuteix l'autoria; les opcions més defensades són els picapedrers i escultors José Cerviño García i Inacio Cerviño Quinteiro. Tret d'algunes talles exemptes, gairebé tota la creu es feu amb una sola peça de granit.

## Escultura
La talla representa dramàticament els moments més significatius de la vida humana de manera simbòlica. La iconografia n'és barroca. El simbolisme de les figures està discutit.